# Abarema callejasii
Abarema callejasii és una espècie de llegum del gènere Abarema de la família Fabaceae. És endèmica del pendent oriental de la Cordillera Central a Antioquia, Colòmbia. És un petit arbre que es troba en boscos muntanyencs.